# What About Now
Albums de Bon Jovi
Inside Out
(2012) Burning Bridges
(2015)
Singles
1. Because We Can
Sortie : 7 janvier 2013
2. What About Now
Sortie : 11 février 2013
3. I'm With You
Sortie : Juin 2013

What About Now est le 12e album studio de Bon Jovi, sorti en 2013.

## Liste des titres
| No  | Titre                                | Auteur                                     | Durée |
| --- | ------------------------------------ | ------------------------------------------ | ----- |
| 1.  | Because We Can                       | Jon Bon Jovi, Richie Sambora, Billy Falcon | 4:00  |
| 2.  | I'm with You                         | Bon Jovi, John Shanks                      | 3:43  |
| 3.  | What About Now                       | Bon Jovi, Shanks                           | 3:43  |
| 4.  | Pictures of You                      | Bon Jovi, Sambora, Shanks                  | 3:58  |
| 5.  | Amen                                 | Bon Jovi, Falcon                           | 4:12  |
| 6.  | That's what the Water made Me        | Bon Jovi, Falcon                           | 4:28  |
| 7.  | What's Left of Me                    |                                            | 4:35  |
| 8.  | Army of One                          | Bon Jovi, Sambora, Desmond Child           | 4:34  |
| 9.  | Thick as Thieves                     | Bon Jovi, Sambora, Shanks                  | 4:57  |
| 10. | Beautiful World                      | Bon Jovi, Falcon                           | 3:48  |
| 11. | Room at the End of the World         | Bon Jovi, Shanks                           | 5:02  |
| 12. | The Fighter                          | Bon Jovi                                   | 4:35  |
| 13. | With these Two Hands (Bonus)         | Bon Jovi, Falcon                           | 3:59  |
| 14. | Into The Echo (Bonus)                | Bon Jovi, Falcon                           | 5:04  |
| 15. | Not Running Anymore (Bonus)          | Bon Jovi                                   | 4:43  |
| 16. | Old Habits die Hard (Bonus)          | Bon Jovi                                   | 3:33  |
| 17. | Every Road Leads Home to You (Bonus) | Sambora, Luke Ebbin                        | 4:42  |

## Composition du groupe pour l'enregistrement
- Jon Bon Jovi - chant, guitare acoustique
- Richie Sambora - guitares, chœurs
- Tico Torres - batterie, percussion
- David Bryan Rashbaum - claviers, piano, chœurs

- Hugh McDonald - basse, chœurs.

## Autour de l'album
- L'album est décrit par Richie Sambora comme un assemblage de différents éléments. Il rassure cependant les fans de première heure en déclarant qu'ils auront du plaisir autant avec ce nouveau son qu'avec l'ancien.
- Deux singles furent publiés pour soutenir la promotion du disque : "Because We Can" et "What About Now".
- Pas moins de 4 clips furent réalisés pour la chanson "Because We Can"
- L'album est entré directement à la première place du Billboard 200 à sa sortie. C'est le troisième album consécutif du groupe à réaliser cet exploit. Cependant, l'album descend rapidement dans le classement, et se vend peu dans le monde. Cet album est le moins vendu du groupe avec seulement 1.5 million d'exemplaires écoulés.
- C'est également le dernier album avec Richie Sambora, qui quitta le groupe pendant la tournée, pour des raisons personnelles.